# Parasicyos maculatus
Parasicyos maculatus là một loài thực vật có hoa trong họ Cucurbitaceae. Loài này được Dieterle mô tả khoa học đầu tiên năm 1975.